# پولیانا (استان آمور)
پولیانا (به لاتین: Polyana) یک منطقهٔ مسکونی در روسیه است که در استان آمور واقع شده‌است.